# Cal Bernat (la Pedra)
Cal Bernat és una masia del poble de la Pedra, al municipi de la Coma i la Pedra, a la Vall de Lord (Solsonès). La masia està documentada des del Segle XVIII i està inclosa a l'Inventari del Patrimoni Arquitectònic de Catalunya. Cal Bernat és una de les masies més interessants arquitectònicament del municipi de la Pedra i la Coma. És un bon exemplar del segle xviii.
La masia es troba aïllada per damunt del nucli de la Pedra, al peu de la carretera que mena a la capella de Santa Creu i a les Valls de la Pedra, a la capçalera del Mosoll.

## Descripció
Es tracta d'una construcció civil, masia de planta basilical i estructura coberta a doble vessant amb el carener perpendicular a la façana principal, orientada a migdia on predomina la simetria i la composició de galeries (porxos o eixides) pròpia de les masies del segle xviii. Simetria en la disposició de les galeries (dues a cada pis, excepte les superiors que han estat tapades amb obra) i de les finestres de tota la façana. La porta d'arc de mig punt adovellada presenta un cert desequilibri respecte a l'eix general de la façana.
És interessant la pallissa propera a la masia, un elegant exemplar amb dues obertures de mig punt sobre la porta d'idèntica proporció.